# Popillia
Genre
Popilla est un genre d'insectes coléoptères de la famille des Scarabaeidae (les scarabées).

## Liste des espèces
Selon GBIF (25 avril 2023) :
- Popillia acuta Newman, 1838
- Popillia adamas Newman, 1838
- Popillia aenea Kolbe, 1894
- Popillia aeneipennis Ohaus, 1908
- Popillia aenescens Kolbe, 1894
- Popillia albertina Kolbe, 1894
- Popillia amabilis Arrow, 1913
- Popillia amitina Ohaus, 1897
- Popillia andamanica Kraatz, 1892
- Popillia angeli Limbourg, 2007
- Popillia angolana Ohaus, 1920
- Popillia angulicollis Fairmaire, 1893
- Popillia anomaloides Kraatz, 1892
- Popillia anthracina Kolbe, 1894
- Popillia ardoini Frey, 1971
- Popillia atra Quedenfeldt, 1884
- Popillia aurora Ohaus, 1920
- Popillia avita Ohaus, 1920
- Popillia baliana Kolbe, 1903
- Popillia barbellata Linnaeus, 1988
- Popillia barrei Limbourg, 2008
- Popillia baugneei Limbourg, 2007
- Popillia beniana Kolbe, 1910
- Popillia benitensis Ohaus, 1897
- Popillia bennigseni Kraatz, 1899
- Popillia bhutanensis Frey, 1975
- Popillia bhutanica Sabatinelli, 1993
- Popillia biguttata (Wiedemann, 1821)
- Popillia biimpressa Kolbe, 1894
- Popillia bipunctata (Fabricius, 1787)
- Popillia birmanica Arrow, 1913
- Popillia bisignata Kraatz, 1899
- Popillia bitacta Kraatz, 1892
- Popillia bouyeri Limbourg, 2006
- Popillia brancucci Sabatinelli, 1993
- Popillia browni Kolbe, 1894
- Popillia bruersi Limbourg, 2008
- Popillia brunnicollis Kraatz, 1897
- Popillia burgeoni Ohaus, 1933
- Popillia callewaerti (Benderitter, 1922)
- Popillia callipyga Dohrn, 1876
- Popillia cameruna Kolbe, 1903
- Popillia camiadei Limbourg, 2004
- Popillia candezei Kraatz, 1892
- Popillia cerchnopyga Linnaeus, 1981
- Popillia cerinimaculata Linnaeus, 1980
- Popillia chalcocnemis Ohaus, 1911
- Popillia chalcocnemisoides Limbourg, 2008
- Popillia chirindana Péringuey, 1908
- Popillia chlorion Newman, 1838
- Popillia chlorotica Kolbe, 1894
- Popillia clypealis Ohaus, 1897
- Popillia comma Niijima & Matsumura, 1923
- Popillia complanata Newman, 1838
- Popillia congoana Kolbe, 1894
- Popillia congrex Benderitter, 1922
- Popillia constanti Limbourg, 2008
- Popillia constantioides Limbourg, 2008
- Popillia cornelii Ohaus, 1912
- Popillia costalis Ohaus, 1920
- Popillia costipennis Ohaus, 1908
- Popillia crassiuscula Kolbe, 1894
- Popillia crenatipennis Quedenfeldt, 1888
- Popillia cribricollis Ohaus, 1938
- Popillia cuprascens Ohaus, 1901
- Popillia cupricollis Hope, 1831
- Popillia cupripes Kraatz, 1892
- Popillia curtipennis Linnaeus, 1980
- Popillia cyanea Hope, 1831
- Popillia cyanoptera Hope, 1842
- Popillia dajaka Ohaus, 1923
- Popillia daliensis Linnaeus, 1980
- Popillia decellei Limbourg, 2008
- Popillia decoenei Limbourg, 2007
- Popillia demeyeri Limbourg, 2008
- Popillia deplanata Ohaus, 1897
- Popillia desfontainei Limbourg, 2007
- Popillia desprogesi Limbourg, 2006
- Popillia difficilis Newman, 1838
- Popillia digennaroi Limbourg, 2008
- Popillia dilutipennis Fairmaire, 1888
- Popillia discalis Walker, 1859
- Popillia discissa Ohaus, 1897
- Popillia distigma Kraatz, 1899
- Popillia distinguenda Fairmaire, 1887
- Popillia dives Ohaus, 1920
- Popillia djallonensis Machatschke, 1971
- Popillia donckieri Ohaus, 1901
- Popillia dorsigera Newman, 1838
- Popillia dorsofasciata Fairmaire, 1887
- Popillia drumonti Limbourg, 2008
- Popillia ducatrix Kolbe, 1910
- Popillia eduardina Kolbe, 1910
- Popillia ertli Ohaus, 1911
- Popillia erythropus Kraatz, 1892
- Popillia eximia Arrow, 1913
- Popillia expallescens Ohaus, 1937
- Popillia faida Ohaus, 1925
- Popillia fallaciosa Fairmaire, 1889
- Popillia fascicularis Ohaus, 1911
- Popillia felix Arrow, 1913
- Popillia felschei (Ohaus, 1901)
- Popillia femoralis Klug, 1835
- Popillia feroni Limbourg, 2008
- Popillia ferreroi Sabatinelli, 1991
- Popillia fimbripes Linnaeus, 1988
- Popillia flavitarsis Kraatz, 1899
- Popillia flavofasciata Kraatz, 1892
- Popillia flavosellata Fairmaire, 1886
- Popillia flavotrabeata Thomson, 1858
- Popillia flexuosa Linnaeus, 1988
- Popillia foveicollis Ohaus, 1920
- Popillia fukiensis Machatschke, 1955
- Popillia gabonensis Machatschke, 1975
- Popillia gedongensis Linnaeus, 1988
- Popillia gemma Newman, 1839
- Popillia genevievae Sabatinelli, 1994
- Popillia gerialis Ohaus, 1925
- Popillia ghanaensis Limbourg, 2007
- Popillia ghesquierei Ohaus, 1937
- Popillia girardi Sabatinelli, 1994
- Popillia goetzeana Kolbe, 1903
- Popillia graminea Kolbe, 1894
- Popillia graueri Ohaus, 1914
- Popillia hainanensis Linnaeus, 1988
- Popillia hassoni Limbourg, 2006
- Popillia hecqi Limbourg, 2016
- Popillia hexaspila Ancey, 1883
- Popillia hilaris Kraatz, 1892
- Popillia hirtipyga Linnaeus, 1987
- Popillia hirtiventris Ohaus, 1937
- Popillia histeroidea (Gyllenhal, 1817)
- Popillia hymenalis Ohaus, 1920
- Popillia hypselotropis Ohaus, 1914
- Popillia imitans Frey, 1972
- Popillia impressipyga Ohaus, 1897
- Popillia insularis Lewis, 1895
- Popillia intermedia (Ohaus, 1901)
- Popillia interpunctata Erichson, 1842
- Popillia isabellae Limbourg, 2007
- Popillia iwasei Miyake, 1996
- Popillia jadoti Limbourg, 2006
- Popillia japonica Newman, 1838
- Popillia jolyi Limbourg, 2006
- Popillia kanarensis Arrow, 1917
- Popillia kerkhofi Limbourg, 2008
- Popillia kiwuana Kolbe, 1910
- Popillia kolbei Ohaus, 1897
- Popillia kolleri Ohaus, 1911
- Popillia kraatzi Ohaus, 1897
- Popillia kraatzi Sabatinelli, 1993
- Popillia laetans Péringuey, 1902
- Popillia laevicollis Kraatz, 1892
- Popillia laevis Burmeister, 1855
- Popillia laeviscutula Linnaeus, 1980
- Popillia laevistriata Arrow, 1913
- Popillia lasiopyga Linnaeus, 1987
- Popillia latecostata Ohaus, 1908
- Popillia latimaculata Nomura, 1970
- Popillia legalli Limbourg, 2008
- Popillia leleupi Limbourg, 2008
- Popillia lemoulti Ohaus, 1913
- Popillia leonardi Limbourg, 2006
- Popillia leptotarsa Linnaeus, 1980
- Popillia lerui Limbourg, 2007
- Popillia lewisi Arrow, 1913
- Popillia ligulata Ohaus, 1911
- Popillia limbatipennis Linnaeus, 1988
- Popillia lineata Kraatz, 1892
- Popillia linpingi Sabatinelli, 1994
- Popillia liturata Quedenfeldt, 1884
- Popillia livida Linnaeus, 1988
- Popillia longula Ohaus, 1925
- Popillia lucida Newman, 1838
- Popillia luteipennis Hope, 1842
- Popillia maclellandi Hope, 1842
- Popillia macularia Kolbe, 1910
- Popillia madrasicola Machatschke, 1972
- Popillia mairessei Ohaus, 1897
- Popillia manni Ohaus, 1913
- Popillia marginicollis Hope, 1831
- Popillia matertera Ohaus, 1914
- Popillia maynei Ohaus, 1914
- Popillia mcgregori Ohaus, 1910
- Popillia medleri Limbourg, 2006
- Popillia meinhardti Kolbe, 1894
- Popillia melanochlora Kolbe, 1894
- Popillia melanoloma Linnaeus, 1988
- Popillia membranifera Kolbe, 1910
- Popillia merkli Limbourg, 2008
- Popillia miniatipennis Fairmaire, 1889
- Popillia minuta Hope, 1831
- Popillia mokana Ohaus, 1936
- Popillia molirensis Ohaus, 1897
- Popillia mongolica Arrow, 1913
- Popillia montium Kolbe, 1903
- Popillia morettoi Sabatinelli, 1996
- Popillia mpalainensis (Benderitter, 1924)
- Popillia muelleri Kolbe, 1894
- Popillia mutabilis Ohaus, 1897
- Popillia mutans Newman, 1838
- Popillia nagaii Sabatinelli, 1996
- Popillia nathani Limbourg, 2007
- Popillia nitida Hope, 1831
- Popillia njamensis Kolbe, 1894
- Popillia nottrotti Kraatz, 1892
- Popillia nubeculosa Ohaus, 1897
- Popillia nyassica Kolbe, 1894
- Popillia obliterata (Gyllenhal, 1817)
- Popillia octogona Candèze, 1869
- Popillia ohausi Kolbe, 1897
- Popillia opaca Kraatz, 1892
- Popillia ovata Kolbe, 1894
- Popillia oviformis Linnaeus, 1988
- Popillia oxypyga Ohaus, 1926
- Popillia pachycnema Ohaus, 1920
- Popillia parva (Benderitter, 1925)
- Popillia parvula Burmeister, 1844
- Popillia patkaina Arrow, 1917
- Popillia patricia Arrow, 1917
- Popillia petrarcai Sabatinelli, 1994
- Popillia phylloperthina Kolbe, 1894
- Popillia piattellai Sabatinelli, 1994
- Popillia pilicollis Kraatz, 1892
- Popillia pilicrus Ohaus, 1914
- Popillia pilifera Linnaeus, 1988
- Popillia pilosa Arrow, 1913
- Popillia plagiata Benderitter, 1929
- Popillia plagicollis Kraatz, 1897
- Popillia planiuscula Ohaus, 1920
- Popillia princeps Harold, 1878
- Popillia proneptis Ohaus, 1920
- Popillia propinqua Kolbe, 1894
- Popillia psilopyga Ohaus, 1897
- Popillia pui Linnaeus, 1988
- Popillia pulchra Arrow, 1913
- Popillia pulchripes Arrow, 1913
- Popillia puncticollis Kraatz, 1897
- Popillia pustulata Fairmaire, 1887
- Popillia quadriguttata (Fabricius, 1787)
- Popillia ricchiardii Sabatinelli, 1996
- Popillia richteri Ohaus, 1911
- Popillia robichei Limbourg, 2007
- Popillia rojkoffi Limbourg, 2011
- Popillia rothschildi Ohaus, 1897
- Popillia rotundata Linnaeus, 1988
- Popillia ruandana Kolbe, 1910
- Popillia rubescens Linnaeus, 1981
- Popillia rubripes Linnaeus, 1981
- Popillia rubromaculata Ohaus, 1902
- Popillia rufipes (Fabricius, 1787)
- Popillia runsorica Arrow, 1909
- Popillia sabatinelli Linnaeus, 2003
- Popillia sandyx Newman, 1838
- Popillia sankuruensis Ohaus, 1897
- Popillia sanmenensis Linnaeus, 1980
- Popillia sauteri Ohaus, 1916
- Popillia sauvageae Limbourg, 2008
- Popillia scabricollis Linnaeus, 1988
- Popillia schenkeli Limbourg, 2008
- Popillia schiltzi Limbourg, 2008
- Popillia schizonycha Arrow, 1913
- Popillia schultzei Ohaus, 1911
- Popillia scutellata Benderitter, 1925
- Popillia sebastiani Limbourg, 2007
- Popillia semiaenea Kraatz, 1892
- Popillia semicuprea Kraatz, 1892
- Popillia sequax Ohaus, 1897
- Popillia serena Harold, 1878
- Popillia seydeli (Benderitter, 1927)
- Popillia shillongensis Sabatinelli, 1994
- Popillia sichuanensis Linnaeus, 1988
- Popillia signifera Kraatz, 1892
- Popillia sikkimensis Linnaeus, 1987
- Popillia simlana Arrow, 1913
- Popillia smaragdina Kraatz, 1892
- Popillia smaragdinoides Limbourg, 2012
- Popillia soror Kraatz, 1892
- Popillia soulai Limbourg, 2008
- Popillia spinipennis Benderitter, 1924
- Popillia spinosa Benderitter, 1927
- Popillia splendidicollis Fairmaire, 1886
- Popillia spoliata Kolbe, 1903
- Popillia strigicollis Ohaus, 1920
- Popillia strumifera Linnaeus, 1981
- Popillia subquadrata Kraatz, 1892
- Popillia sulcata Kollar & Redtenbacher, 1848
- Popillia sulcipennis Hope, 1842
- Popillia sumatrensis Kraatz, 1892
- Popillia suturalis Linnaeus, 1980
- Popillia symmetrica Ohaus, 1911
- Popillia taiwana Arrow, 1913
- Popillia tandallae Kolbe, 1903
- Popillia testaceipennis Kraatz, 1892
- Popillia timoriensis Ohaus, 1905
- Popillia transversa Linnaeus, 1988
- Popillia trichocnemis Ohaus, 1920
- Popillia tricholopha Ohaus, 1920
- Popillia tristicula Kraatz, 1899
- Popillia tullia Ohaus, 1920
- Popillia ugandana Ohaus, 1914
- Popillia uhligi Sabatinelli, 1996
- Popillia ukambana Ohaus, 1925
- Popillia unguicularis Ohaus, 1920
- Popillia usanguana Ohaus, 1925
- Popillia variabilis Kraatz, 1892
- Popillia varicollis Linnaeus, 1988
- Popillia varicolor Ohaus, 1924
- Popillia vastipes Ohaus, 1938
- Popillia versicolorea Ohaus, 1911
- Popillia vignai Sabatinelli, 1994
- Popillia vingerhoedti Limbourg, 2006
- Popillia violaceipennis Quedenfeldt, 1888
- Popillia viridicyanea Ohaus, 1901
- Popillia viridipes Kraatz, 1892
- Popillia viridula Kraatz, 1892
- Popillia viskensi Limbourg, 2008
- Popillia welwichi Kraatz, 1892
- Popillia werneri Limbourg, 2008
- Popillia wittmeri Frey, 1975
- Popillia yacouba Limbourg, 2004
- Popillia zerchei Sabatinelli, 1994

## Systématique
Le nom valide complet (avec auteur) de ce taxon est Popillia Dejean, 1821.
Le WoRMS attribue ce genre à Serville en 1825 et pour BioLib et Faunaeur2 ce serait Leach, 1826.
Popillia a pour synonymes :
- Calopopillia Kolbe, 1894
- Castapopillia Benderitter, 1922
- Costapopilia Benderitter, 1922
- Eupopillia Kolbe, 1894
- Godschama Reitter, 1903
- Metapopillia Kolbe, 1894
- Pseudopopillia Kolbe, 1894
- Xenopopillia Kolbe, 1910